# Eberardo del Friuli
(Abate Jules Bataille, Saint Evrard: Fondateur de L'Abbaye de Cysoing. Son Culte & Ses Reliques, 1902)
Eberardo o Everardo (820 circa – Italia, 16 dicembre 866) fu marchese del Friuli.
Fu un'importante figura politica, militare e culturale dell'impero carolingio. Possedeva una vasta biblioteca, commissionò lavori di letteratura latina a Lupo Servato e Sedulio Scoto e mantenne rapporti di corrispondenza con i teologi e gerarchi ecclesiastici Gotescalco, Rabano Mauro e Incmaro di Reims.

## Biografia

### Origini
Eberardo era probabilmente figlio di Unruoch II, appartenente ad un'illustre famiglia franca o alemanna e alto funzionario della corte di Carlo Magno che negli ultimi anni della sua vita si ritirò in monastero. Suo fratello (o fratellastro) quindi fu Berengario, conte di Tolosa. La madre era Engeltrude, probabilmente figlia di Begone di Tolosa ed Alpaïs.
Sulla paternità di Eberardo, però, l'abate Jules Bataille riporta una serie di affermazioni contrastanti:
- «Suo padre era Berengario, il figlio del conte Unroch.»
- «Suo nonno era, si dice, il Conte Unroch che stava lasciando la corte di Carlo Magno e firmatario del testamento dell'imperatore.»
- «Quindi, alcuni hanno scritto che Sant'Eberardo aveva per padre Carlomanno I, fratello di Carlo Magno.»

Per quanto riguarda la madre, le fonti sono altrettanto vaghe: Call ritiene che la madre fosse Engeltron di Parigi, figlia di Begone, conte di Parigi e Aupals; l'abate Bataille cita invece Buzelin, il quale afferma che essa era una figlia di Desiderio, re dei Longobardi.
Eberardo venne ammesso alla corte di Carlo Magno prima e di Ludovico I poi; egli venne educato presso la Scuola di palazzo (o Scuola palatina) fondata da Carlo Magno ed organizzata da Alcuino di York, e qui studiò i programmi medioevali conosciuti come trivium e quadrivium. Fu in questo periodo che egli sviluppò il suo talento per le scienze, nonché il suo senso della pietà.
Fu proprio in questi anni che Eberardo iniziò a costruire la ricca biblioteca, della quale elencò accuratamente i libri nel suo testamento.

### Imprese belliche e mediatore sotto Ludovico il Pio
Quando la sua età gli permise di portare le armi, Eberardo iniziò a partecipare a numerose spedizioni militari. Chiamato Duca del Friuli e Conte o Marchese di Treviso, egli difese le sue terre contro le invasioni dei Bulgari e, tra l'825 e l'830, riuscì a scacciare definitivamente questi barbari dalla penisola italica.
Egli rese i suoi servigi all'imperatore Ludovico il Pio; durante i tragici anni che andarono dall'830 all'839, nei quali il Sacro Romano Imperatore dovette affrontare la rivolta del suo stesso figlio, il conte Eberardo rimase invariabilmente fedele al suo signore.
Egli esercitò la sua influenza anche su Lotario I, figlio maggiore di Ludovico, per riuscire a riconciliare padre e figlio; è certo che fu dietro suo consiglio che, nell'839, Lotario si recò a Worms per implorare il perdono del genitore.

### Matrimonio e vita a Cysoing
Come compenso per i suoi servigi, Ludovico I conferì ad Eberardo il più alto degli onori, ossia la mano della figlia, la principessa Gisella, donna di comprovata pietà e virtù, avuta dalla seconda moglie, Giuditta di Baviera.
Dalla moglie Gisella ebbe i seguenti figli:
- Eberardo (837 circa – 840);
- Ingeltrude (837/840-870), che probabilmente sposò Enrico di Franconia;
- Unruoch III (840 circa – 874);
- Berengario (840 circa – 924), re d'Italia;
- Adelardo († post 874);
- Rodolfo († 892);
- Heilwig († 895);
- Gisella († 863);
- Giuditta, sposò in prime nozze Arnolfo I di Baviera ed in seguito Corrado II di Borgogna.

Tra le ricche signorie che Gisella portò in dote al marito, il conte Eberardo ricevette anche il fisco di Cysoing; all'epoca il fisco era un'ampia proprietà rurale separata dai domini reali, cioè una sorta di fattoria, dotata di una magione per il proprietario e delle abitazioni per i coloni. 
Il fisco reale di Cysoing, situato al centro della contea di Pèvele, era uno dei più belli della regione; il luogo parve così piacevole ad Eberardo e alla moglie che essi ne fecero una delle loro residenze abituali. Il castello che andarono ad abitare fu lo stesso che in seguito funse da dimora per i signori di Cysoing dei secoli seguenti; esso era parte di una magnifica proprietà, circondato dall'acqua, che attualmente appartiene alla famiglia Bigo-Vanderhagen. I canali d'irrigazione sono menzionati sin dai documenti più antichi; non è quindi azzardata l'ipotesi che questi furono scavati all'epoca di Eberardo o anche precedentemente.
Eberardo stesso aveva organizzato la sua abitazione in modo tale che assomigliasse più ad un monastero che ad un castello; venne assecondato in questa sua visione dalla moglie Gisella che dedicò sé stessa all'educazione dei loro molti figli. I poveri e gli ammalati potevano trovare sicurezza, aiuto e protezione a Cysoing. La questione sociale dell'epoca, quella dei servi della gleba, preoccupava Eberardo del Friuli; egli ne aveva liberati parecchi e, nella loro testimonianza, fece di tutto per non impedire la loro libertà. D'altronde Eberardo non si dimenticò neppure di quelli che non aveva emancipato e cercò di ampliare i loro lotti di terreno. Benché egli fosse un uomo coraggioso e temibile, lavorò tutta per la vita per la pace. Le sue virtù private non erano da meno; nella sua posizione privilegiata, si sforzò di preservare la modestia e l'umiltà, di evitare lo splendore e l'arroganza. Il suo zelo nel diffondere la Parola di Dio, nel convertire gli infedeli, venne celebrato in tutta la Chiesa; la sua pietà, il suo amore per le cerimonie di adorazione, la sua devozione ai santi, il suo rispetto per le reliquie era evidente in ogni suo atto.

### Fondazione dell'abbazia di Cysoing
Già nel secolo precedente, nel 752, il piccolo paesino fondato sul fisco reale di Cysoing era stato reso famoso dal martirio di sant'Arnoldo. Sant'Arnoldo, che si ritiene fosse il padre del vescovo Godefroid di Cambrai-Arras, era un coraggioso guerriero che seguiva la corte di un nobile signore suo parente. «La sua virtù e i suoi meriti erano così raggianti che Dio accordò alle sue preghiere più di un miracolo durante la sua vita. Egli divenne ancora più glorioso per mezzo del suo martirio». Egli era infatti così devoto al suo padrone che infine morì per lui, ottenendo così il martirio. 
Sant'Arnoldo era già venerato nel villaggio di Cysoing quando Eberardo del Friuli e la moglie Gisella si recarono a prendere possesso dei loro domini; le sue reliquie erano conservate a Cysoing, e quindi il paese aveva una chiesa, o quantomeno una cappella, che era senza dubbio la stessa del fisco reale.
Eberardo aveva a Cysoing un cappellano di nome Walgaire. Eberardo e la moglie decisero di fondare un monastero sui loro territori; il progetto era però lungo e difficoltoso e non era ancora stato completato alla morte dei due fondatori. Il convento venne inizialmente edificato in onore di San Saverio e della Vergine Maria. I religiosi di Cysoing sottostavano alla legge canonica e vivevano in una comunità caratterizzata da tutti i rigori della clausura; la loro funzione speciale era quella di cantare solennemente nella chiesa e di pregare per tutti. Eberardo era noto per la sua passione di cantare nel coro.
Dopo le sue ultime battaglie in difesa dell'Italia, i resti di papa Callisto I furono seppelliti nell'abbazia di Cysoing.

### L'accordo di Verdun
L'attività di Eberardo non era limitata solamente al fisco di Cysoing, dal momento che egli era impegnato in questioni che riguardavano altri domini e l'impero in generale. L'imperatore Ludovico il Pio morì nell'840 e scoppiò una guerra senza pietà tra l'imperatore Lotario ed i suoi due fratelli, Ludovico II il Germanico e Carlo il Calvo. Eberardo si oppose fermamente a questa battaglia fratricida e fece tutti gli sforzi possibili per portare la lotta ad una fine; dopo la sanguinosa battaglia di Fontenay (25 giugno 841) egli organizzò un incontro tra l'inviato di Lotario e quelli dei suoi due fratelli affinché iniziassero a negoziare la pace. La conferenza preparatoria iniziò nell'842 a Milin, nei pressi di Châlons, nella Champagne. Si decise di dividere l'impero tra i tre fratelli; i negoziatori, tra cui si trovava anche Eberardo, avevano quindi il compito di stabilire un'equa ripartizione dei territori. Solamente nell'agosto 843 essi furono in grado di presentare il loro resoconto ai tre re a Verdun.

### Guerre contro i Saraceni
Le negoziazioni cessarono e venne ristabilita la pace tra i tre fratelli. Eberardo dovette però affrettarsi a raggiungere l'Italia, in quanto questa era sotto la minaccia dei saraceni, che erano stati chiamati in aiuto nell'842 da Radelchi, principe di Benevento; ben presto i Saraceni divennero un pericolo per gli stati della penisola, tanto che saccheggiarono Roma diverse volte. Eberardo, nella sua posizione di Duca del Friuli, venne nominato capitano e guida della resistenza, che durò fino all'851, anno in cui vennero sconfitti i saraceni.
L'abate Bataille riporta che «Eberardo aveva reputazione di essere sia un soldato coraggioso che un abile conduttore in queste battaglie. Nella tradizione di Carlo Magno, Eberardo costrinse gli sconfitti a convertirsi al Cristianesimo, insegnando loro il Vangelo.»

### Testamento e morte
Eberardo tornò altre volte in Italia; nell'858 fu uno tra gli ambasciatori che l'imperatore Ludovico il Giovane, figlio di Lotario I, inviò a Ulma, vicino allo zio Ludovico II il Germanico.
A partire da questa data non si sa molto altro a proposito di Eberardo, fino agli eventi narrati nella sua Testimonianza, un documento interessante e curioso, la cui autenticità è certa e nel quale sono contenute informazioni sulla sua vita. La Testimonianza venne redatta in Italia, nel castello di Musiestro, nella contea di Treviso, nell'867; Eberardo e Gisella elencarono meticolosamente non solo le loro terre e le loro proprietà all'interno di un testamento, ma precisarono anche l'identità e le parentele dei membri della loro famiglia e di altri reali.
Con il consenso della moglie, Eberardo suddivise i suoi beni tra i sette figli. Il maggiore, Unruoch, ricevette tutte le proprietà in Lombardia e Germania; il secondo, Berengario, ebbe Annappes con tutte le dipendenze, a eccezione di Gruson e altre proprietà nella Hesbaye, e Condroz. Adelardo, il terzogenito, ottenne le terre di Cysoing, Camphin, Gruson e Somain, gravate dal vincolo di rispettare i possedimenti dell'abbazia in queste regioni; il quarto figlio, Rodolfo, ricevette Vitry-en-Artois e Mestucha, fatta salva la chiesa di Vitry, che fu donata all'abbazia di Cysoing.

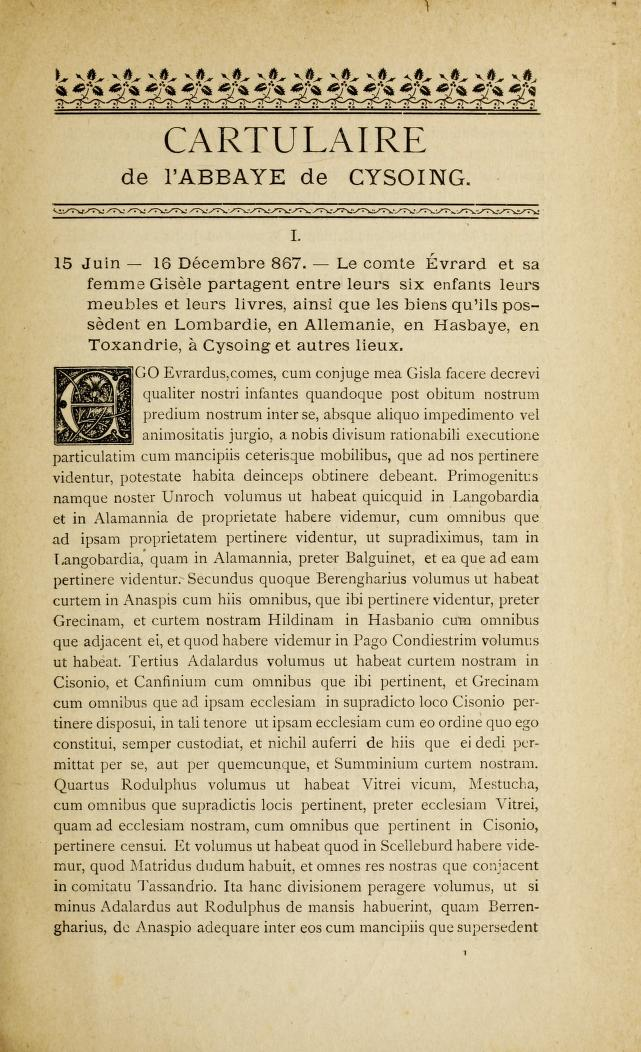
La prima carta di Cysoing

Le tre figlie di Sant'Eberardo, Ingeltrude, Giuditta ed Elvige, ottennero svariati altri domini: Ermen, Marshem, Balghingham, Heliwsheim, Hostrenheim, Luisinga, Wendossa, Engerresteim. La coppia aveva avuto un'altra figlia femmina, ma essa era già morta al momento della redazione del testamento, il qual documento si occupò anche di ripartire equamente i gioielli e gli ornamenti del duca, nonché i preziosi oggetti della sua cappella e i libri della sua biblioteca.
Il testamento è datato 867, ventottesimo anno di regno del figlio di Lotario, Ludovico il Giovane. Eberardo morì lo stesso anno, il 16 dicembre.

## Ascendenza
|                       |                  |                     | Genitori |  |  | Nonni |  |  | Bisnonni |  |
|                       |                  |                     |          |  |  | …     |  |  | …        |  |
|                       |                  |                     |          |  |  | …     |  |  | …        |  |
|                       |                  | …                   |          |  |  | …     |  |  |          |  |
| Unruoch II del Friuli |                  |                     |          |  |  | …     |  |  |          |  |
|                       |                  | …                   | …        |  |  |       |  |  |          |  |
|                       |                  | …                   | …        |  |  |       |  |  |          |  |
|                       |                  | …                   | …        |  |  |       |  |  |          |  |
| Eberardo del Friuli   |                  | …                   |          |  |  |       |  |  |          |  |
|                       | Begone di Tolosa | Gerardo I di Parigi |          |  |  |       |  |  |          |  |
|                       | Begone di Tolosa | Gerardo I di Parigi |          |  |  |       |  |  |          |  |
|                       | Begone di Tolosa | Rotrude             |          |  |  |       |  |  |          |  |
| Engeltrude di Tolosa  | Begone di Tolosa |                     |          |  |  |       |  |  |          |  |
|                       |                  | Alpais              | …        |  |  |       |  |  |          |  |
|                       |                  | Alpais              | …        |  |  |       |  |  |          |  |
|                       |                  | Alpais              | …        |  |  |       |  |  |          |  |
|                       |                  | Alpais              |          |  |  |       |  |  |          |  |